# مقاطعة تيشيت
تيشيت هي مقاطعة من ولاية تكانت في موريتانيا.

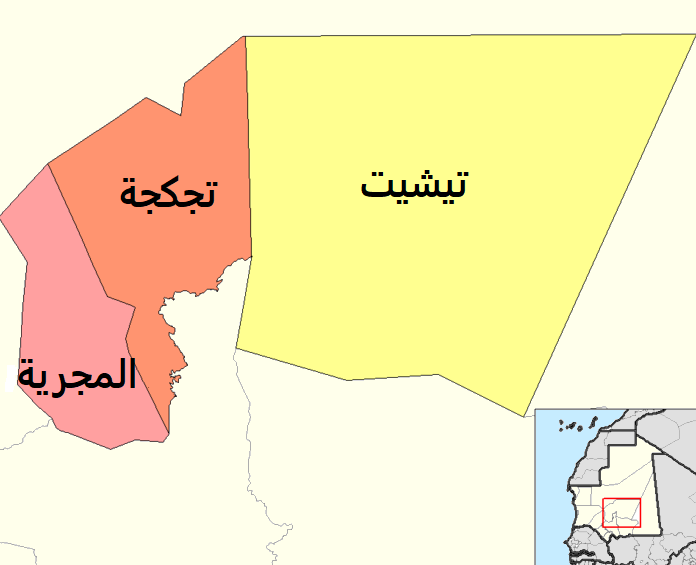
مقاطعات تكانت: تيشيت على اليمين

## قائمة البلديات في المقاطعة
تتكون المقاطعة من بلديتين :
- تيشيت
- لخشب